# Famille Francine
Pour les articles homonymes, voir Francine.
La famille Francine (Francini en italien) est une ancienne famille de fontainiers français d'origine italienne. Elle est notamment l'auteur du système hydraulique des jardins du château de Versailles. Originaires de Florence, les Francine se succédèrent de père en fils auprès d'Henri IV à Louis XV, détenant de 1623 à 1784, la charge d'intendant des eaux et fontaines royales.

## Principaux membres
La famille est composée de :
- Thomas Francine (Tommaso Francini, 1571-1651), fondateur de la dynastie ;
  - François Francine (1617-1688), fils de Thomas, intendant des eaux et fontaines en 1651, seigneur de Grandmaison ;
    - Pierre-François (1654-1720), fils de François, 1er comte de Villepreux en 1707, intendant général des eaux et fontaines de France ;
      - François Henri (1684-1731), 2e comte de Villepreux, intendant général des eaux et fontaines de France ;
        - Thomas François Honoré (1724-1780), 3e comte de Villepreux, intendant général des eaux et fontaines de France ;

  - Pierre Francine (1621-1686), fils de Thomas ;
    - Jean-Nicolas de Francine (1662-1735), fils de Pierre, neveu de François[3], directeur de l'Académie royale de Musique (actuel opéra national de Paris).
- Alexandre Francine (Alessandro Francini), frère de Thomas.

|  |  |                                    |                             |                             |                             |                             |                             |                    |                    |                          |                          | ?                        |                          |                          |                          |  |  |           |           |           |           |           |           |  |  |  |  |
|  |  |                                    |                             |                             |                             |                             |                             |                    |                    |                          |                          |                          |                          |                          |                          |  |  |           |           |           |           |           |           |  |  |  |  |
|  |  |                                    |                             |                             |                             |                             |                             |                    |                    |                          |                          |                          |                          |                          |                          |  |  |           |           |           |           |           |           |  |  |  |  |
|  |  |                                    |                             |                             |                             | Thomas (1571-1651)          | Thomas (1571-1651)          | Thomas (1571-1651) | Thomas (1571-1651) | Thomas (1571-1651)       | Thomas (1571-1651)       |                          |                          |                          |                          |  |  | Alexandre | Alexandre | Alexandre | Alexandre | Alexandre | Alexandre |  |  |  |  |
|  |  |                                    |                             |                             |                             | Thomas (1571-1651)          | Thomas (1571-1651)          | Thomas (1571-1651) | Thomas (1571-1651) | Thomas (1571-1651)       | Thomas (1571-1651)       |                          |                          |                          |                          |  |  | Alexandre | Alexandre | Alexandre | Alexandre | Alexandre | Alexandre |  |  |  |  |
|  |  |                                    |                             |                             |                             |                             |                             |                    |                    |                          |                          |                          |                          |                          |                          |  |  |           |           |           |           |           |           |  |  |  |  |
|  |  | François (1617-1688)               | François (1617-1688)        | François (1617-1688)        | François (1617-1688)        | François (1617-1688)        | François (1617-1688)        |                    |                    | Pierre (1621-1686)       | Pierre (1621-1686)       | Pierre (1621-1686)       | Pierre (1621-1686)       | Pierre (1621-1686)       | Pierre (1621-1686)       |  |  |           |           |           |           |           |           |  |  |  |  |
|  |  | François (1617-1688)               | François (1617-1688)        | François (1617-1688)        | François (1617-1688)        | François (1617-1688)        | François (1617-1688)        |                    |                    | Pierre (1621-1686)       | Pierre (1621-1686)       | Pierre (1621-1686)       | Pierre (1621-1686)       | Pierre (1621-1686)       | Pierre (1621-1686)       |  |  |           |           |           |           |           |           |  |  |  |  |
|  |  | Pierre-François (1654-1720)        | Pierre-François (1654-1720) | Pierre-François (1654-1720) | Pierre-François (1654-1720) | Pierre-François (1654-1720) | Pierre-François (1654-1720) |                    |                    | Jean-Nicolas (1662-1735) | Jean-Nicolas (1662-1735) | Jean-Nicolas (1662-1735) | Jean-Nicolas (1662-1735) | Jean-Nicolas (1662-1735) | Jean-Nicolas (1662-1735) |  |  |           |           |           |           |           |           |  |  |  |  |
|  |  | Pierre-François (1654-1720)        | Pierre-François (1654-1720) | Pierre-François (1654-1720) | Pierre-François (1654-1720) | Pierre-François (1654-1720) | Pierre-François (1654-1720) |                    |                    | Jean-Nicolas (1662-1735) | Jean-Nicolas (1662-1735) | Jean-Nicolas (1662-1735) | Jean-Nicolas (1662-1735) | Jean-Nicolas (1662-1735) | Jean-Nicolas (1662-1735) |  |  |           |           |           |           |           |           |  |  |  |  |
|  |  | François Henri (1684-1780)         |                             |                             |                             |                             |                             |                    |                    |                          |                          |                          |                          |                          |                          |  |  |           |           |           |           |           |           |  |  |  |  |
|  |  |                                    |                             |                             |                             |                             |                             |                    |                    |                          |                          |                          |                          |                          |                          |  |  |           |           |           |           |           |           |  |  |  |  |
|  |  | Thomas François Honoré (1724-1780) |                             |                             |                             |                             |                             |                    |                    |                          |                          |                          |                          |                          |                          |  |  |           |           |           |           |           |           |  |  |  |  |

### Thomas Francine (1571-1651)
Il est le fils de Pietro Francini, citoyen de Florence, et de Clemanza Pagni, né à Florence le 5 mars 1571. Il fait son testament le 15 mai 1649 dans lequel il a donné des informations sur sa carrière auprès des rois Henri IV, Louis XIII et Louis XIV. Il est seigneur de Grandmaison. Il est mort dans sa maison de Saint-Germain-en-Laye le 15 avril 1651 .
Ingénieur auprès du grand-duc de Toscane Ferdinand Ier de Médicis. Il est appelé en 1599 par le roi de France Henri IV qui avait lancé les travaux des jardins du château Neuf de Saint-Germain-en-Laye. Francine a agrémenté de fontaines les grandes terrasses du château descendant vers la Seine dont les jeux d'eau d'automates installés dans les grottes du jardin. Il est naturalisé français le 1er février 1600. Il a été nommé Intendant général des eaux et fontaines de France. Pendant la régence de Marie de Médicis, en 1617, il a été nommé « ingénieur du roi Louis XIII et contrôleur de la maison de la Reine ».
Il s'est marié le 26 août 1606 avec Loyse Porcher De cette union sont nés huit enfants, dont trois fils, François, né à Paris le 15 janvier 1617, Pierre, né à Paris le 21 février 1621, et Paul, né le 27 février 1626, qui est entré dans les Ordres.
Il a donné son nom à la rue Thomas-Francine dans le 14e arrondissement de Paris.

### Alexandre Francine
Frère de Thomas, il venu avec lui de Florence et l'aidera notamment sur le château de Fontainebleau. Il obtiendra la charge d'ingénieur des eaux et fontaines de ce château. Il se consacrera beaucoup à l'édification et l'ornementation des grottes. Il publie en 1631 Livre d’architecture contenant plusieurs portiques de differentes inventions, sur les cinq ordres de colomnes présentant des modèles de portes et portails.

### François Francine (1617-1688)
Fils de Thomas, il conçoit avec Denis Jolly, ancien fontainier de Fouquet au château de Vaux-le-Vicomte, sa première grande réalisation hydraulique à Versailles en créant les jeux d'eaux de la grotte de Téthys entre 1664 et 1665. Cette réalisation détruite quelques années plus tard en 1676 mais dont la réputation perdurera était composée d'« oiseaux chanteurs » d'où jaillissaient ou tombaient de l'eau en champignon ou en cascade, le tout commandé par un orgue.  Faisant preuve d'une grande imagination, il réalisera les jets entrecroisés du bosquet des Trois-Fontaines, les cascades du bosquet des Rocailles ou encore le jet du bassin du Dragon, le plus haut jet des jardins avec 27 mètres.
En 1672, c'est lui qui créé les premiers tuyaux de fonte de France.
Sa préoccupation constante sera l'alimentation en eau des bassins, toujours insuffisante. Il fait réaliser en 1667 trois réservoirs pour alimenter les deux grands bassins de Latone et d'Apollon. En 1673, il conçoit d'immenses réservoirs souterrains à voûte en pierre de taille et placés sous le parterre d'Eau pour alimenter les nouveaux bassins des jardins.

### Pierre Francine (1621-1686)
Fils de Thomas Francini, il naît à Paris le 21 février 1621, et meurt le 4 avril 1686. Il était chevalier, conseiller, maître d'hôtel du roi. Il apparaît dans les Comptes des bâtiments du roi comme « chargé des fontaines des maisons royales, pour le mouvement des eaux et l'ornement de ces fontaines ».
Il s'est marié le 21 avril 1684 avec Marie-Louise Pidou dont il a eu un fils, Jean-Nicolas.

### Jean-Nicolas de Francine (1662-1735)
Il ne fut pas fontainier mais maitre d'hôtel du roi. Marié avec Catherine-Madeleine, fille de Jean-Baptiste Lully, il devint directeur de l'Académie royale de Musique (actuel opéra national de Paris).

## Postérité

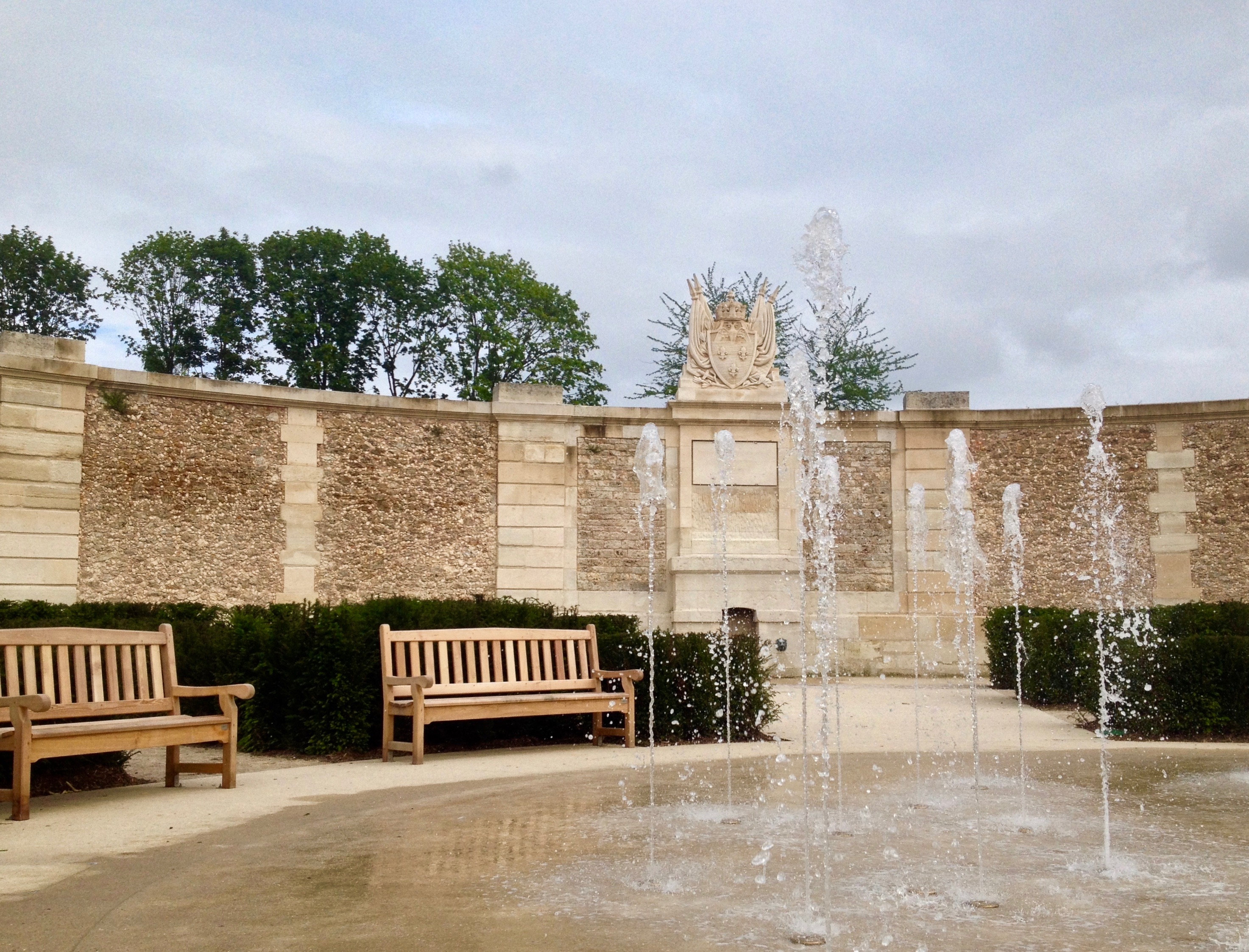
Le square des Francine à l'emplacement d'un ancien abreuvoir à chevaux, jusque dans les années 1950, entièrement pavé de grès, en cuvette, avec deux entrées latérales.

À Versailles, une place, un square et un stade portent le nom des Francine. À Villepreux, une rue porte le nom des Francine, et surtout le château de Grand'Maisons, qu'ils firent construire, garde leur souvenir.

## Pour approfondir